# Kolavinarak
La rivière Kolavinarak est un cours d'eau d'Alaska, aux États-Unis situé dans la région de recensement de Bethel.

## Description
Longue de 40 milles (64 km), elle prend sa source dans le grau de Baird, et coule en direction du sud-ouest jusqu'au détroit Etolin formant la frontière sud-est de l'île Nelson, à 107 milles (172 km) au sud-ouest de Bethel, dans le delta du Yukon-Kuskokwim.
Son nom eskimo, qui signifie envasement, a été référencé en 1949 par l'United States Geological Survey.

## Sources
- (en) « Kolavinarak », Geographic Names Information System